# Trisuloides burmana
Trisuloides burmana är en fjärilsart som beskrevs av Emilio Berio 1973. Trisuloides burmana ingår i släktet Trisuloides och familjen Pantheidae. Inga underarter finns listade i Catalogue of Life.